# Булатовка (Башкортостан)
Булатовка — упразднённая деревня в Дуванском районе Республики Башкортостан Российской Федерации. Ныне урочище на территории Лемазинского сельсовета.

## Топоним
Прежнее название — Булатовский.

## География
Находилось у левого берега реки Лемазы, примерно в 4,5 км северо-восточнее села Лемазы. Западнее урочища по окраине леса протекает река Отмечаль, впадающая в Лемазу.

## История
Посёлок Булатовский в 1926 году входил в Дуванскую волость Месягутовского кантона.
В 1952 году деревня Булатовка входила в состав Лемазинского сельсовета Дуванского района.

## Население
Согласно списку населённых пунктов Башкирской АССР по Всесоюзной переписи 17 декабря 1926 года в посёлке Булатовский числилось 12 дворов и 82 жителя (30 мужчин и 52 женщины), преимущественно русские.